# 라자 쿠마리
라자 쿠마리(Raja Kumari, 1986년 1월 11일 ~ )는 미국의 래퍼, 싱어송라이터이다.

## 음반 목록

### 믹스테잎
- Curry Sauce Vol. 1 (2016)

### EP
- The Come Up (2016)
- Bloodline (2019)